# La Romana International Airport
La Romana International Airport är en flygplats i Dominikanska republiken.   Den ligger i provinsen La Romana, i den östra delen av landet, 110 km öster om huvudstaden Santo Domingo. La Romana International Airport ligger 73 meter över havet.
Terrängen runt La Romana International Airport är platt. Runt La Romana International Airport är det ganska tätbefolkat, med 72 invånare per kvadratkilometer. Närmaste större samhälle är La Romana, 6,9 km väster om La Romana International Airport. Omgivningarna runt La Romana International Airport är en mosaik av jordbruksmark och naturlig växtlighet.